# カリポス
カリポス（Callippus または Calippus、紀元前370年頃 - 紀元前300年頃）は、ギリシアの天文学者・数学者である。
キュジコス(Cyzicus)に生まれた。プラトンのアカデメイアでクニドスのエウドクソスに学んだ。アリストテレスとともに、アテネのリュケイオンで活動した。天体の動きを観測し、天体の動き説明するのにエウドクソスの球体モデルを用いようとした。27の運動する球からなるエウドクソスのモデルでは惑星の動きを説明することは不十分であることを見出し、さらに球体をふやし計34にした。アリストテレスの Metaphysicsによれば、太陽と月の動きに2球体を、彗星、金星、火星に1球体を増やした。
アテネのメトンの仕事を継いで、1年の長さと、太陽と月の暦の製作をおこなった。四季の長さの測定をおこない、各季節94日、92日、89日、90日と不等であることを見出し、太陽が天球をまわる速度が変化することを示した。これを19太陽年が235朔望月にほぼ等しいというメトン周期の説明に用いた。太陽年と太陰年の公倍数から76年の周期をみつけ、これはカリポス周期と呼ばれる。カリポス周期はのちの天文学者によってもちいられた。
月のクレータにカリポスの名が命名された。